# Coßmannsdorf
Coßmannsdorf ist eine Ortschaft des Freitaler Stadtteils Hainsberg im sächsischen Landkreis Sächsische Schweiz-Osterzgebirge. Der Ort wurde im 15. Jahrhundert ersterwähnt, gehört seit 1933 zu Hainsberg und seit 1964 zu Freital.

## Geographie

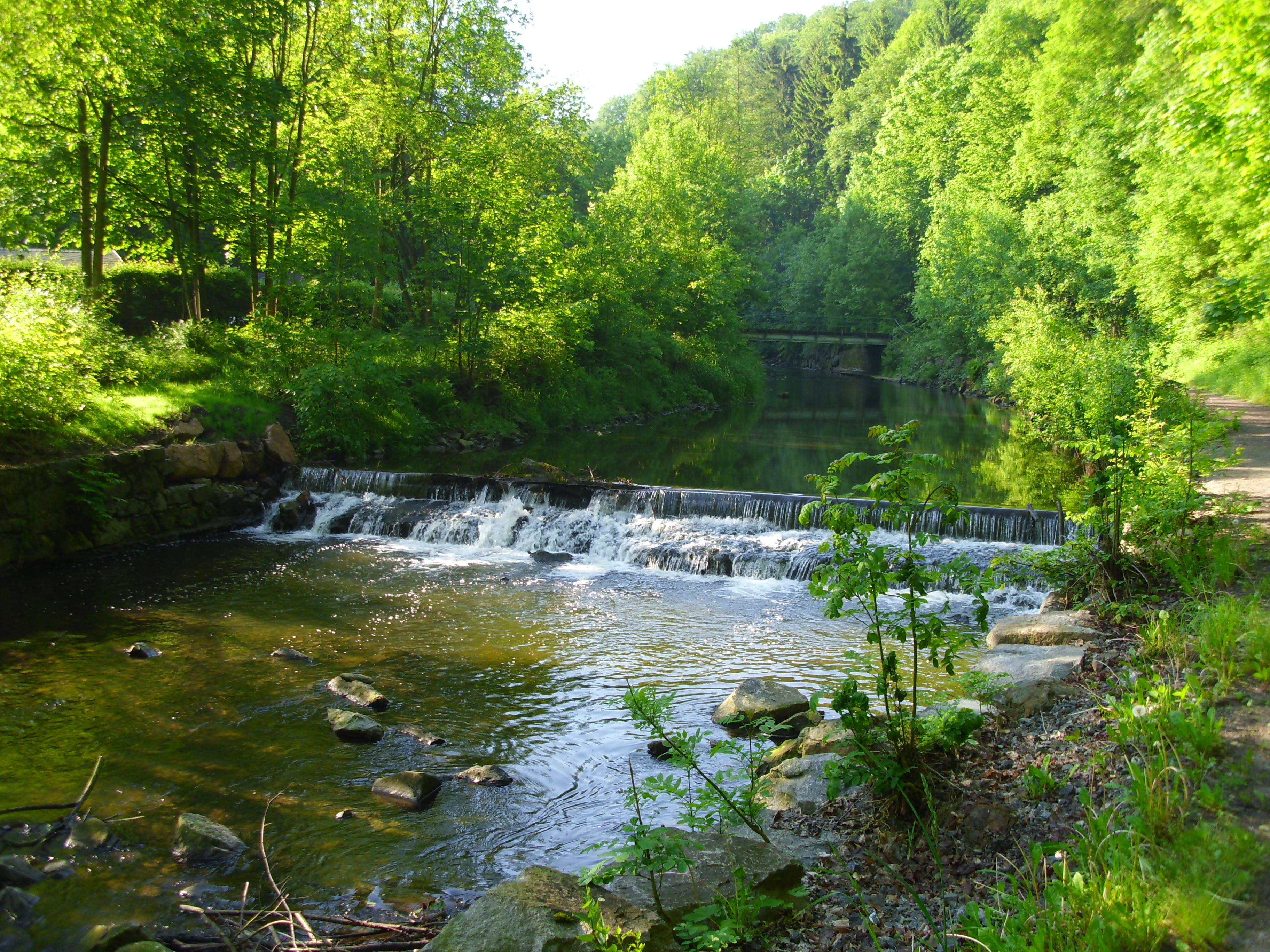
Die Rote Weißeritz am Eingang zum Rabenauer Grund in Coßmannsdorf

Die Gemarkung Coßmannsdorf erstreckt sich über rund 2,2 km² auf 190 bis 245 m ü. NHN im Südwesten des Freitaler Stadtgebietes. Innerhalb des Freitaler Stadtteiles Hainsberg, der sich aus den Gemarkungen Hainsberg und Coßmannsdorf zusammensetzt, bildet Coßmannsdorf den südlichen Teil und umschließt das komplette bebaute Gebiet in dessen Westen. Coßmannsdorf liegt in der durch den Zusammenfluss von Roter und Wilder Weißeritz entstandenen Talweitung am Ende des Rabenauer Grundes. Dieser Zusammenfluss befindet sich im Nordwesten der Gemarkung, dort entsteht die (Vereinigte) Weißeritz, die durch Freital, den Plauenschen Grund und Dresden in die Elbe fließt. Stromabwärts der Weißeritz und stromaufwärts ihrer beiden Quellflüsse verengt sich das Tal hinter den Gemarkungsgrenzen schnell wieder. Weitere Bäche auf Coßmannsdorfer Gebiet sind der Vorholzbach, die Pastritz und der Somsdorfer Bach.
Umliegende Orte sind neben dem nördlich liegenden Hainsberg auch die Stadt Rabenau und deren Ortsteil Obernaundorf im Süden und Osten sowie der Freitaler Stadtteil Somsdorf im Westen. Eine kurze gemeinsame Grenze hat Coßmannsdorf auch mit der Forststadt Tharandt und Großopitz. Am Hang hinauf nach Rabenau befindet sich noch ein zweiter Ortskern auf Coßmannsdorfer Flur, dieser stammt von dem ehemaligen Gutsort Eckersdorf.
Bebaut ist vor allem der östliche und mittlere Teil Coßmannsdorfs, die teils steilen Talhänge der beiden größeren Flüsse sind bewaldet, in Richtung Rabenau und Somsdorf gibt es dann auch landwirtschaftlich genutzte Flächen. An der Wilden Weißeritz liegt in Richtung Tharandt der Heilsberger Park. Coßmannsdorf hat Anteil an den Flora-Fauna-Habitat-Gebieten Täler von Vereinigter und Wilder Weißeritz und Täler von Roter Weißeritz und Oelsabach sowie an den Naturschutzgebieten Weißeritztalhänge und Rabenauer Grund.

## Geschichte

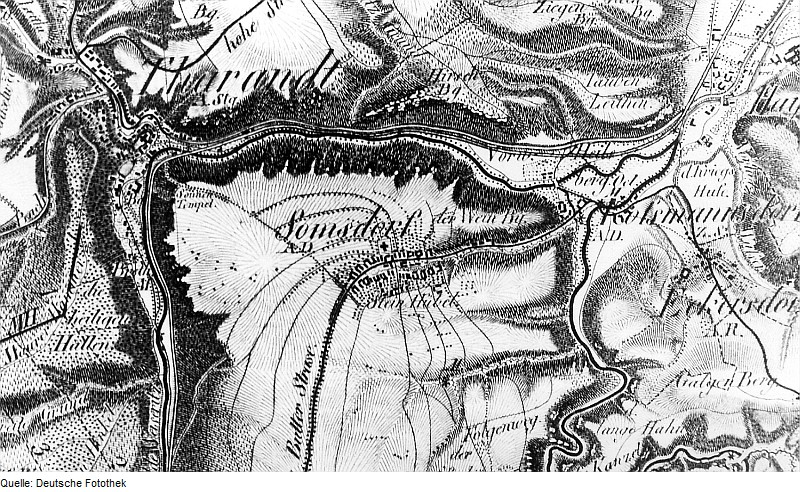
Karte von 1821 mit Coßmannsdorf (Kotsmannsdorf)

Das Dorf fand im Jahr 1432 seine urkundliche Ersterwähnung. Coßmannsdorf war ursprünglich ein Somsdorfer Ortsteil. Es gehörte von 1764 bis 1843 dem Amt Grillenburg an, seitdem zur Amtshauptmannschaft Dresden. Am 1. Januar 1907 löste es sich von Somsdorf los und gemeindete 1913 Eckersdorf ein. Die größere Gemeinde mit etwa 2000 Einwohnern machte einen Rathausneubau an der Hainsberger Straße erforderlich, der noch im gleichen Jahr seiner Nutzung übergeben wurde.
im Juni 1933 schloss sich Coßmannsdorf Hainsberg an. 1952 wurde Coßmannsdorf mit Hainsberg Teil des Kreises Freital. Seit 1964 ist Hainsberg und damit auch Coßmannsdorf ein Teil der Stadt Freital. Bis 1992 produzierten die Leipziger Buntgarnwerke in Coßmannsdorf, nach der Privatisierung des Betriebs wurde die Produktion verlegt und auf dem Gelände entstand das Buga-Center, heute Weißeritz-Park. Das Hochwasser 2002 beschädigte Teile Coßmannsdorfs, unter anderem auch den Weißeritz-Park und besonders die Weißeritztalbahn im Rabenauer Grund. Dadurch fuhren sechs Jahre lang keine Züge durch Coßmannsdorf, bis die Bahn und auch der Coßmannsdorfer Haltepunkt Ende 2008 wiedereröffnet wurden. Ein Großteil der Coßmannsdorfer Schienen bekam so eine Generalüberholung oder wurde ausgetauscht.
1432 tauchten die Namen Koschendorff und Koczschendorff auf, 1551 wurde Coßmannsdorf Kosmisdorff genannt. 1608 kam schon einmal der heutige Name vor, danach wurde eine Schreibweise mit K üblich und oft wurde auch der Zusatz „Klein“ angefügt.

## Wirtschaft und Infrastruktur

### Ansässige Unternehmen

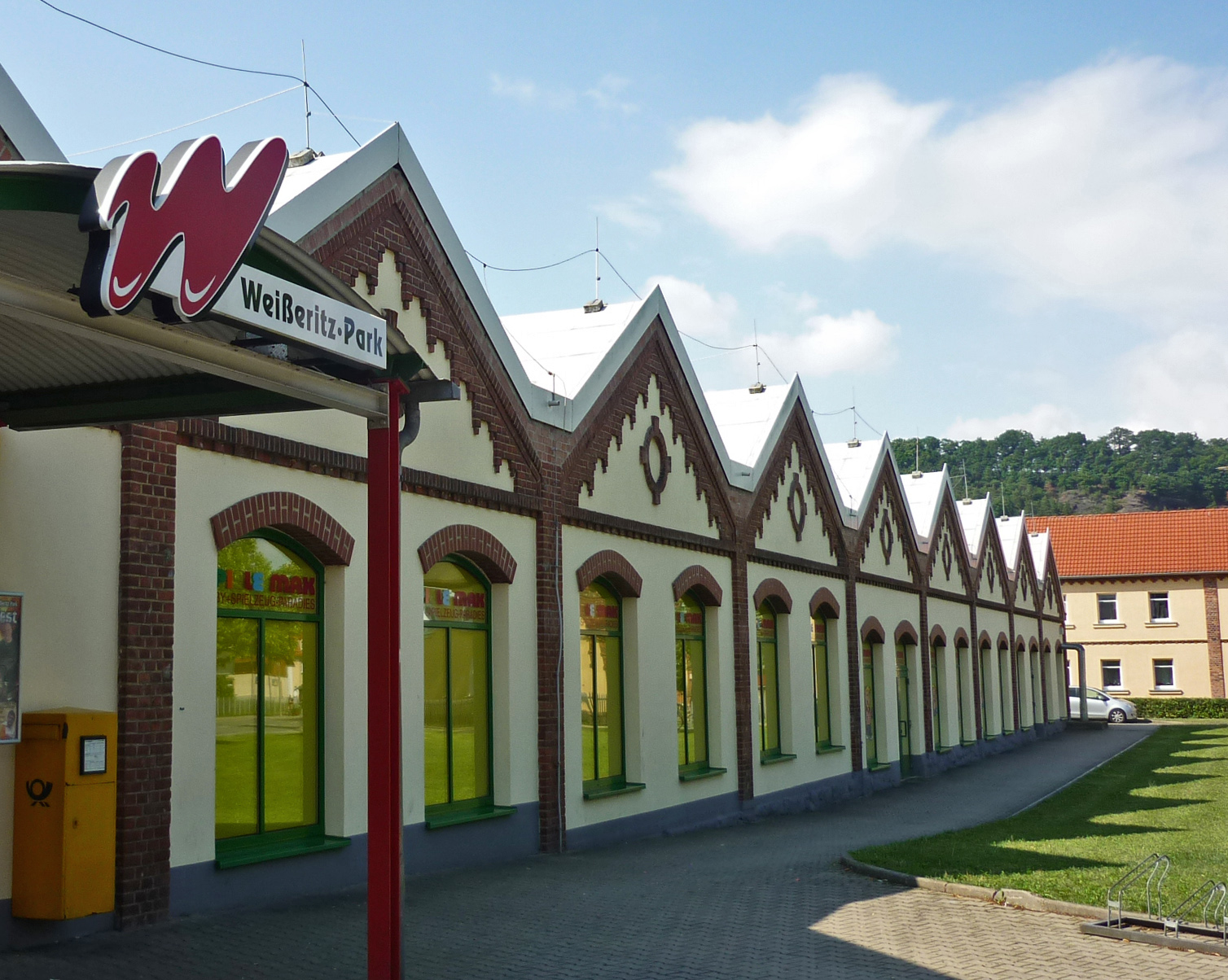
Ehemalige Spinnerei, heute Einkaufszentrum

Gegenwärtig bedeutendster Wirtschaftsstandort in Coßmannsdorf ist der Weißeritz-Park, ein Einkaufszentrum mit etwa 65 Geschäften. Es befindet sich in den Gebäuden der ehemaligen Buntgarnwerke Freital, an die vereinzelt noch erinnert wird, beispielsweise im Straßennamen An der Spinnerei oder der früheren Bezeichnung des Weißeritz-Parks, Buga-Center. Direkt in Nachbarschaft zum Weißeritz-Park befindet sich das Freizeitzentrum Hains. An eine in den 1970er Jahren errichtete Schwimmhalle wurden bis 1998 Fitness-Center, Eis- und Bowlingbahn, Tennis- und Badmintonplätze sowie ein Sauna- und Gastronomiebereich angebaut. In den Jahren 2014 und 2015 erfolgte die Erweiterung des Hallenbades um einen Freizeit- und Rutschebereich. Die Sportstätte wird von den Technischen Werken Freital betrieben. Diese haben ihren Sitz wenige hundert Meter entfernt im ehemaligen Rathaus, das heute als „Haus der Stadtbetriebe“ auch Verwaltungssitz der städtischen Wirtschaftsbetriebe und der Projektentwicklungsgesellschaft ist.
Historisch bot die Lage am Fluss auch Mühlen die Möglichkeit, sich in Coßmannsdorf anzusiedeln. Die größte dieser Anlagen war die Walzenmühle Coßmannsdorf, die schon im 15. Jahrhundert erwähnt wurde und bis 1992 in Betrieb war. Nach längerem Leerstand wurde sie bis 2012 zu Wohnzwecken umgebaut und saniert.

### Straßen- und Schienenverkehr

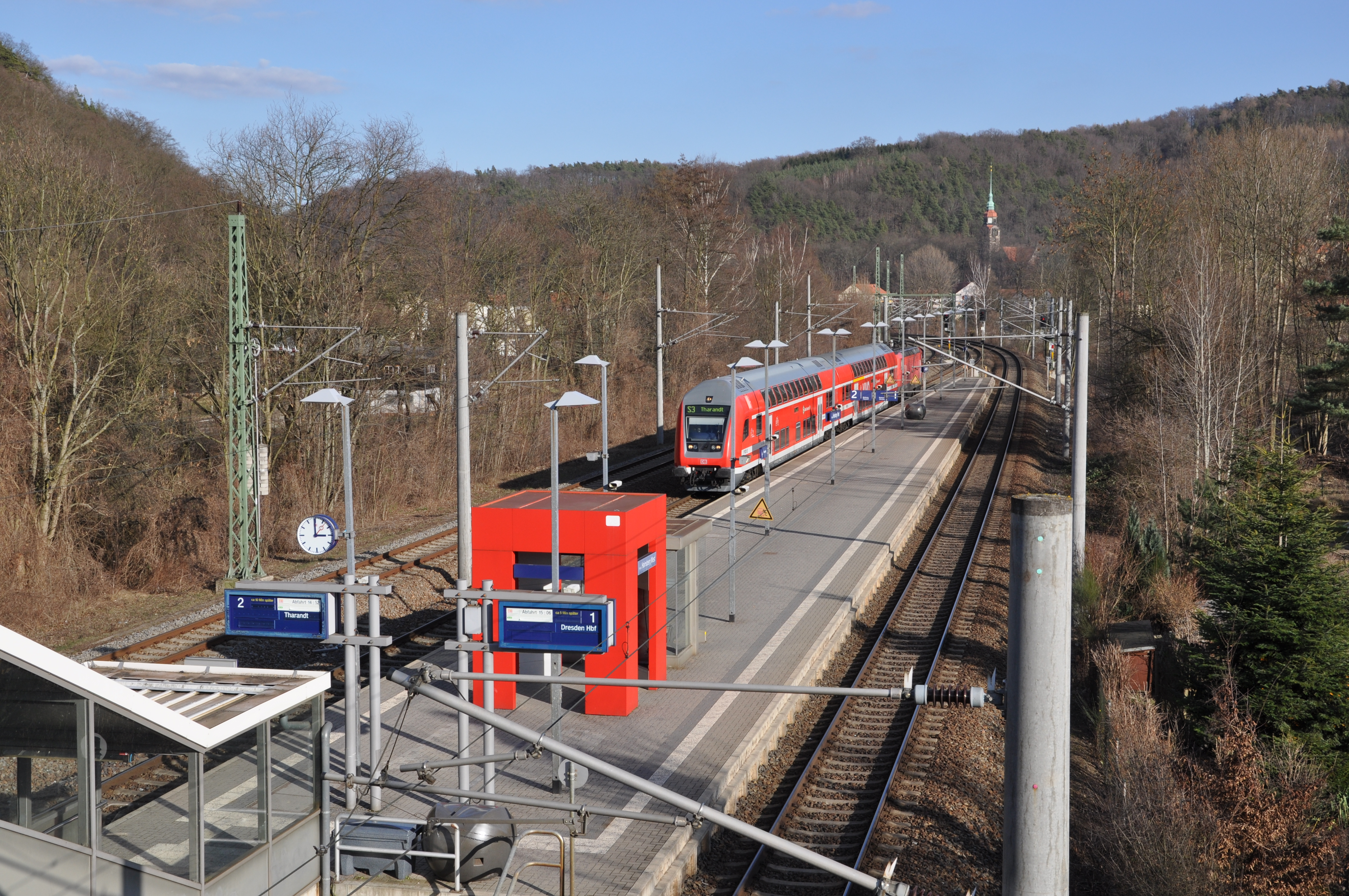
Haltepunkt Freital-Hainsberg West

Im Straßenverkehr ist Coßmannsdorf im Wesentlichen über zwei Staatsstraßen an die umliegenden Orte angebunden: die Tharandter Straße (S 194) stellt als Verlängerung der Dresdner Straße die Verbindung zwischen den Freitaler Kernstadtteilen und Tharandt her. Noch auf Hainsberger Flur zweigt von ihr die Rabenauer Straße (S 193) ab, die durch Coßmannsdorf hindurch bis in die namensgebende Stadt führt. Zwischen beiden Staatsstraßen existiert in Coßmannsdorf eine Verbindung über die Hainsberger bzw. Somsdorfer Straße, an der wichtige Einrichtungen des Ortsteiles wie das ehemalige Rathaus und die Grund- und Oberschule liegen. Von der Rabenauer Straße zweigt in Eckersdorf die als Kreisstraße eingestufte Obernaundorfer Straße in den Rabenauer Ortsteil ab.
Zwei Bahnhöfe schließen Coßmannsdorf an den Schienenverkehr an: der Hp. Freital-Hainsberg West an der Bahnstrecke Dresden–Werdau (unter anderem Station der Linie S 3 im Dresdner S-Bahn-Netz) und der Hp. Freital-Coßmannsdorf der schmalspurigen Weißeritztalbahn, die Hainsberg mit Konzentration auf den Tourismus über Streckenführung entlang der Roten Weißeritz mit Dippoldiswalde und Kipsdorf verbindet. Zwischen 1961 und 1974 hatte Coßmannsdorf außerdem Straßenbahnanschluss: die Plauensche Grundbahn endete, von Dresden entlang der Weißeritz kommend, mit einer Wendeschleife unweit des Wendepunktes der Schmalspurbahn.
Nach der Stilllegung der Straßenbahnstrecke wurde auf Busverkehr umgestellt und die noch heute existierende Omnibuslinie „A“ von Löbtau nach Coßmannsdorf eingeführt. Sie wird vom Regionalverkehr Sächsische Schweiz-Osterzgebirge (RVSOE) als Teil der Freitaler Stadtbusnetzes betrieben. Der RVSOE unterhält zudem noch weitere Regionalverkehrslinien, die Coßmannsdorfer Bushaltestellen ansteuern.

### Bildung und Freizeit

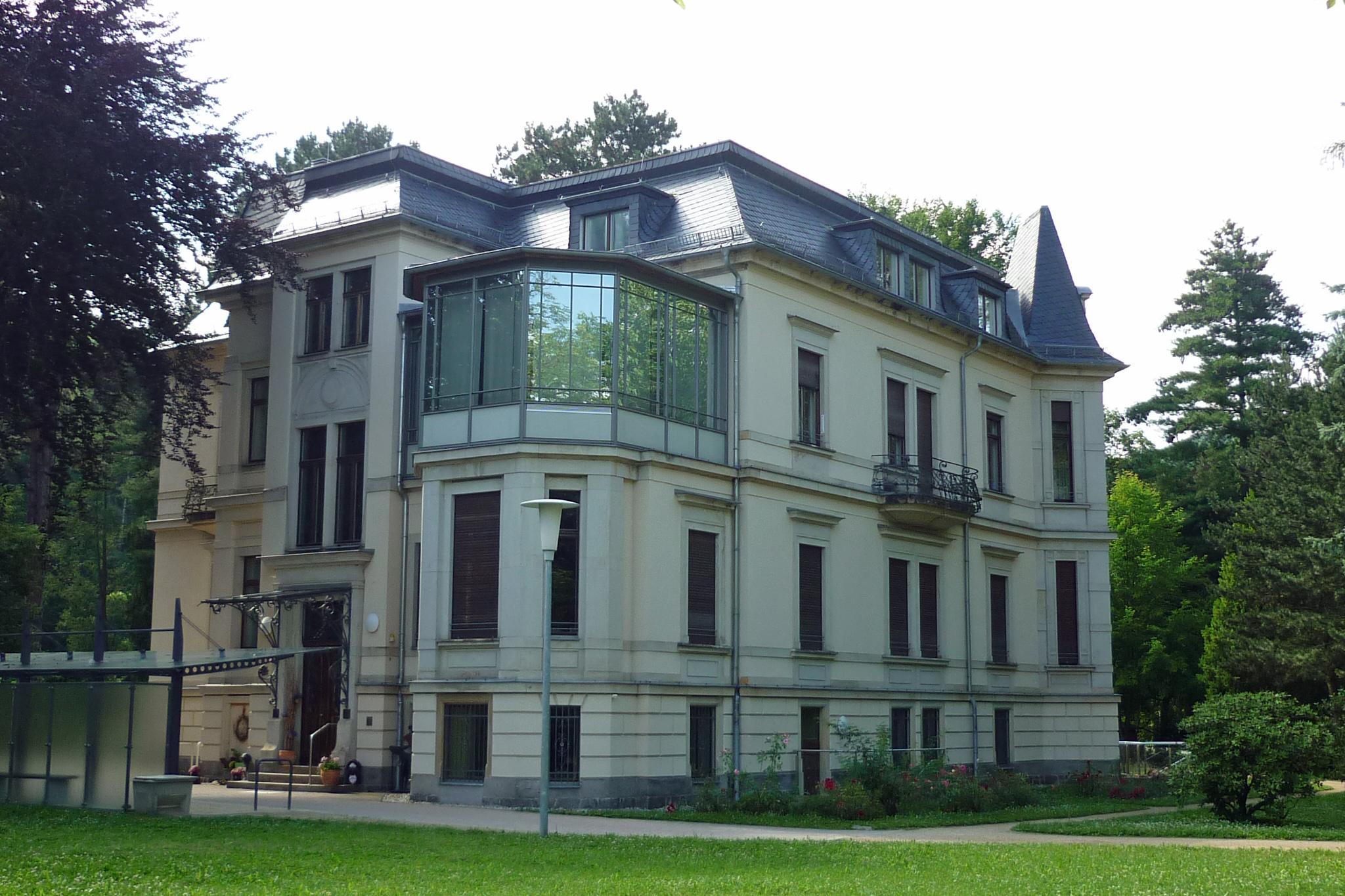
Villa Somsdorfer Straße 2, Standort der „Schule im Park“

Coßmannsdorf ist Standort der Grund- und Oberschule „Geschwister Scholl“ Hainsberg sowie der „Schule in Park“ für geistig Behinderte in direkter Nachbarschaft. Auf dem Schulgelände  der Grund- und Oberschule befindet sich eine Zweifeldturnhalle, die wie das Freizeitzentrum „Hains“ auch vom Vereinssport genutzt wird.
Touristisch wichtig ist Coßmannsdorf als Eingangstor zum Rabenauer Grund als Ausgangspunkt für Wanderungen oder Fahrten mit der Weißeritztalbahn. Einmal jährlich findet im Rabenauer Grund der „Lauf in den Frühling“ statt, unter anderem mit Routen über zwei, fünf und zehn Kilometer sowie einem Halbmarathon. Als Standort für Veranstaltungen existieren außerdem die traditionellen „Ballsäle Coßmannsdorf“. Ortsgeschichtlich bedeutend ist des Weiteren das Gasthaus Rollmopsschänke bei Eckersdorf.